# Naarda leucopis
Naarda leucopis là một loài bướm đêm trong họ Noctuidae.